# Vegaquemada
Vegaquemada es un municipio y lugar español de la provincia de León, en la comunidad autónoma de Castilla y León. El término municipal tiene una población de 437 habitantes (INE 2024).

## Historia
Hacia mediados del siglo XIX, el lugar, ya por entonces con ayuntamiento propio, tenía contabilizada una población de 927 habitantes. Aparece descrito en el decimoquinto volumen del Diccionario geográfico-estadístico-histórico de España y sus posesiones de Ultramar de Pascual Madoz con las siguientes palabras:

VEGAQUEMADA: l. en la prov. y dióc. de Leon, part. jud. de la Vecilla, aud. terr. y c. g. de Valladolid: es cab. del ayunt. de su mismo nombre, á que se hallan agregados los pueblos de Candanedo de Boñar, Debesa de Boñar, la Losilla y San Adrian, Lugan, Llamera, la Mata de la Riva y Palazuelo. sit. á la márg, der. del r. Porma, junto al camino que dirige á Asturias por el puerto de Tarna; su clima es frio, pero sano. Tiene 58 casas; la consistorial; escuela de primeras letras; igl. parr. (la Asuncion de Nuestra Señora) matriz de Candenedo, servida por un cura de segundo ascenso y presentacion del duque de Ucedda; y buenas aguas potables. Confina con el anejo, Laiz y Palazuelo. El terreno es de mediana calidad, y le fertilizan las aguas del Porma. Los caminos son locales, escepto el mencionado de Asturias. prod.: granos, legumbres, lino y pastos; cria ganados y alguna caza y pesca. ind.: telares de lienzos caseros. pobl.: de todo el ayunt. 206 vec., 927 alm. cap. prod.: 3.558.320 rs. imp.: 181,607. contr.: 16,705 rs. 10 mrs.
(Madoz, 1849, p. 632)

## Demografía
El municipio cuenta con una población de 437 habitantes (INE 2024). En 2023, la entidad singular de población del mismo nombre tenía empadronados 75 habitantes y el núcleo de población, también 75.
| Gráfica de evolución demográfica de Vegaquemada entre 1842 y 2021                                                     |
| |
| Población de derecho según los censos de población del INE. Población de hecho según los censos de población del INE. |

## Personalidades
En el municipio nació Pablo Díez, fundador del grupo cervecero Corona.